# Protapanteles demeter
Protapanteles demeter är en stekelart som först beskrevs av Wilkinson 1934.  Protapanteles demeter ingår i släktet Protapanteles och familjen bracksteklar. Inga underarter finns listade i Catalogue of Life.